# Campo de Santana (kommun)
Campo de Santana är en kommun i Brasilien.   Den ligger i delstaten Paraíba, i den östra delen av landet, 1 700 km nordost om huvudstaden Brasília. Antalet invånare är 10 263.
Omgivningarna runt Campo de Santana är huvudsakligen savann. Runt Campo de Santana är det ganska tätbefolkat, med 62 invånare per kvadratkilometer.